# The Founding of a Republic
The Founding of a Republic (español: “La Fundación de la República”) es una película histórica china de 2009 encargada por el regulador de películas de China y realizada por el grupo estatal China Film Group (CFG) para conmemorar el 60.º aniversario de la República Popular China. La película fue dirigida por Huang Jianxin y el jefe del China Film Group, Han Sanping.
Aunque la película se estrenó el 17 de septiembre de 2009 en la China continental, aún no ha recibido publicidad en Taiwán (República de China). La película fue producida con el respaldo del Partido Comunista, pero en respuesta a algunas reacciones fuera de la China continental, Huang Jianxin, codirector de la película, dijo que "era injusto describir The Founding of a Republic como propaganda, la audiencia era demasiado sofisticada para tragarse una interpretación simplista de la historia". Mientras que el gobierno en Taiwán ha afirmado que no tiene planes de censurar activamente la película, todavía no se ha estrenado debido a que la cuota anual de Taiwán de diez películas continentales ya estaba alcanzada.
La película narra la historia de la ascendencia y el triunfo comunista en China, y tiene un reparto asombroso que incluye a Andy Lau, Ge You, Hu Jun, Leon Lai, Zhang Ziyi, Donnie Yen, Jackie Chan, Jet Li, Zhao Wei y a los directores Jiang Wen, Chen Kaige y John Woo, muchos de los cuales hacen apariciones de cameo tan breves que podrían pasar desapercibidas fácilmente. Los papeles principales son desempeñados por actores igualmente reconocidos en China, como Tang Guoqiang y Zhang Guoli, pero son menos conocidos internacionalmente. Un portavoz de CFG dijo que muchas estrellas respondieron a la llamada de Han Sanping a aparecer en la película, y renunciaron a sus honorarios. Por lo tanto, la película mantuvo un presupuesto modesto de 60-70 millones de yuanes (US $8,8-$10 millones). Según el ejecutivo de una de las principales cadenas de multiplex de China, la película tiene tanto una "inspiración ética" como "trasfondos comerciales".

## Argumento
En 1945, después del final de la segunda guerra sino-japonesa, Mao Zedong y miembros del Partido Comunista de China (PCCh) viajan a Chongqing para una reunión con Chiang Kai-shek y el Kuomintang (KMT). Con la ayuda de la Liga Democrática de China, el «doble décimo acuerdo» fue firmado entre el KMT y el PCCh, con ambas partes acordando detener la guerra civil y establecer un gobierno multipartidista en China.
Al año siguiente, Chiang Kai-shek convoca a una Asamblea Nacional en Nankín y es elegido Presidente de la República de China (ROC). Al mismo tiempo, las negociaciones de paz entre el PCCh y el KMT fracasan y la guerra civil continúa. Otras figuras políticas, como Zhang Lan, Soong Ching-ling y Li Jishen apoyan al PCCh porque se oponen al gobierno de Chiang, a pesar de que están en áreas no combatientes como Shanghái y Hong Kong.
En mayo de 1948, el PCCh declara la apertura de una «Guerra de Liberación» contra el gobierno de Chiang, con muchos otros partidos políticos respondiendo al llamado y tomando partido del PCCh. El 1 de octubre de 1949, Mao Zedong proclama la República Popular China con su capital en Beijing, marcando el inicio de una nueva era para China.

## Reparto

### Principales figuras
| Actor         | Papel            | Descripción |
| ------------- | ---------------- | --- |
| Tang Guoqiang | Mao Zedong       | Presidente del Comité Central del Partido Comunista de China (PCCh), más tarde Presidente del Gobierno Popular Central de la República Popular China |
| Zhang Guoli   | Chiang Kai-shek  | Presidente de la República de China (ROC), director general del Kuomintang (KMT)                                                                     |
| Xu Qing       | Soong Ching-ling | La esposa de Sun Yat-sen; posteriormente vicepresidente de la República Popular China (PRC)                                                          |
| Liu Jing      | Zhou Enlai       | Vicepresidente del CPC, más tarde primer ministro de la República Popular China                                                                      |
| Chen Kun      | Chiang Ching-kuo | Hijo de Chiang Kai-shek; Liga de la Juventud de los Tres Principios del Pueblo líder, más tarde Presidente de la República de China                  |
| Wang Wufu     | Zhu De           | Comandante en jefe del Ejército Rojo, más tarde Vicepresidente de la República Popular China                                                         |
| Wang Xueqi    | Li Zongren       | Vicepresidente de la República de China |
| Liu Sha       | Liu Shaoqi       | Secretario del Comité Central del PCCh, más tarde Presidente de la República Popular China                                                           |
| Wang Jian     | Ren Bishi        | Secretario del Comité Central del PCCh |
| Jin Xin       | Li Jishen        | General del Ejército Nacional Revolucionario |
| Wang Bing     | Zhang Lan        | Presidente de la Liga Democrática China, más tarde Vicepresidente de la República Popular China                                                      |
| Vivian Wu     | Soong Mei-ling   | La esposa de Chiang Kai-shek y hermana de Soong Ching-ling; después primera dama del ROC                                                             |
| Xiu Zongdi    | Fu Zuoyi         | Presidente del gobierno de Chahar, más tarde ministro de Recursos Hídricos de la República Popular China                                             |

### Personajes del Partido Comunista Chino
| Actor          | Papel         | Descripción |
| -------------- | ------------- | --- |
| Huang Wei      | Deng Yingchao | Mujer de Zhou Enlai; más tarde Presidenta de la Conferencia Consultiva Política del Pueblo Chino (CPPCC)                              |
| Shi Xin        | Deng Xiaoping | Secretario del Comité Central del PCCh, más tarde Presidente de la CMC                                                                |
| Zong Liqun     | Peng Dehuai   | Segundo al mando del Ejército Rojo, más tarde Vicepresidente del CMC                                                                  |
| You Liping     | Lin Biao      | General del Ejército Rojo, más tarde Vicepresidente de la República Popular China                                                     |
| Che Xiaotong   | Liu Bocheng   | General del Ejército Rojo, más tarde Mariscal del Ejército Popular de Liberación (EPL)                                                |
| Zhao Yong      | He Long       | General del Ejército Rojo, posteriormente Mariscal del EPL y vice primer ministro de la República Popular China                       |
| Gu Wei         | Chen Yi       | General del Ejército Rojo, más tarde Ministro de Relaciones Exteriores de la República Popular China                                  |
| Sun Jitang     | Luo Ronghuan  | General del Ejército Rojo, posteriormente Mariscal del EPL                                                                            |
| Wang Jun       | Xu Xiangqian  | General del Ejército Rojo, posteriormente Mariscal del EPL                                                                            |
| Ao Yang        | Nie Rongzhen  | General del Ejército Rojo, posteriormente Mariscal del EPL                                                                            |
| Ye Jin         | Ye Jianying   | General del Ejército Rojo, más tarde Vicepresidente del Comité Central del PCCh                                                       |
| Hou Yong       | Chen Geng     | General del Ejército Rojo |
| Zhao Ningyu    | Liu Yalou     | General del Ejército Rojo |
| Zhang Erdan    | Jiang Qing    | Mujer de Mao Zedong |
| Xie Gang       | Gao Gang      | Vicepresidente del Comité Central del PCCh, más tarde Vicepresidente de la Comisión Estatal de Planificación                          |
| Wang Huaying   | Pan Hannian   | Político del PCCh, luego vicealcalde de Shanghái                                                                                      |
| Huang Xiaoming | Li Yinqiao    | Guardaespaldas de Mao Zedong |
| Ma Yue         | Yan Changling | Guardaespaldas de Mao Zedong |
| Donnie Yen     | Tian Han      | Letrista de «Marcha de los voluntarios» (Yiyongjun Jinxingqu), posteriormente miembro del Ministerio de Cultura de la RPC             |
| Xu Fan         | Liao Mengxing | Hija de Liao Zhongkai y He Xiangning; secretaria de Soong Ching-ling, más tarde miembro de la Federación Nacional de Mujeres de China |
| Chen Hao       | Fu Dongju     | Hija de Fu Zuoyi; periodista del Diario del Pueblo                                                                                    |
| Chen Daoming   | Yan Jinwen    | Jefe Adjunto de la Subdivisión Investigadora de Shanghái del Departamento de Secretos de Estado                                       |
| Zhang Ziyi     | Gong Peng     | Funcionario del Ministerio de Asuntos Exteriores de la RPC                                                                            |

### Personajes del Kuomintang
| Actor         | Papel           | Descripción                                                                                               |
| ------------- | --------------- | --- |
| Leon Lai      | Cai Tingkai     | General del Ejército Nacional Revolucionario (ENR), posteriormente miembro del PCCh                       |
| Chen Kaige    | Feng Yuxiang    | Hermano de sangre de Chiang Kai-shek, general del ENR, vicepresidente del Consejo Militar Nacional        |
| Jiang Wen     | Mao Renfeng     | Director de la Oficina de Investigación y Estadística                                                     |
| Hu Jun        | Gu Zhutong      | Comandante en jefe del ENR                                                                                |
| Andy Lau      | Yu Jishi        | General del ENR                                                                                           |
| Chen Baoguo   | Zhou Zhirou     | General de la Fuerza Aérea de la República de China                                                       |
| Jet Li        | Chen Shaokuan   | Almirante de la Armada de la República de China, más tarde miembro del Congreso Popular Nacional de China |
| Xiao Wenge    | He Yingqin      | General del ENR                                                                                           |
| You Yong      | Bai Chongxi     | General del ENR                                                                                           |
| Li Qiang      | Chen Cheng      | General del ENR, más tarde vicepresidente de la República de China                                        |
| Yang Xiaodan  | Zhang Zhizhong  | General del ENR, posteriormente miembro del PCCh                                                          |
| Tong Dawei    | Kong Lingkan    | Hijo de Kung Hsiang-hsi y Soong Ai-ling                                                                   |
| Cao Kefan     | Wu Kuo-chen     | Alcalde de Shanghái, más tarde gobernador de la Provincia de Taiwán                                       |
| Zhong Xinghuo | Huang Shaoxiong | Vicepresidente del Yuan de Control                                                                        |
| Xia Gang      | Shao Lizi       | Secretario del ENR, más tarde miembro del Congreso Popular Nacional de China                              |
| Ding Zhicheng | Lu Guangsheng   | Agente de la Oficina de Investigación y Estadística                                                       |
| Tao Zeru      | Wu Tiecheng     | Vicepresidente del Yuan Legislativo, más tarde asesor del Presidente de la República de China             |
| Xu Huanshan   | Yu Youren       | Presidente del Yuan de Control                                                                            |
| Zhao Xiaoshi  | Sun Fo          | Hijo de Sun Yat-sen; Presidente del Yuan Legislativo                                                      |
| Sun Xing      | Du Yuming       | General del ENR                                                                                           |
| Lin Dongfu    | Gan Jiehou      | Secretario de Li Zongren                                                                                  |
| Ye Xiaojian   | Tai Chi-tao     | Presidente del Yuan de Examinación                                                                        |
| Zhang Hanyu   | Liu Congwen     | |

### Personajes de la Liga Democrática China
| Actor          | Papel        | Descripción |
| -------------- | ------------ | --- |
| Ge Cunzhuang   | Tan Pingshan | Miembro del Comité Revolucionario del KMT                                                                      |
| Zhang Shizhong | Shen Junru   | Miembro de la Liga Democrática China (LDC), posteriormente Corte Suprema Popular de la República Popular China |
| Bi Yanjun      | Luo Longji   | Miembro de la LDC, posteriormente miembro del PCCh                                                             |
| Wu Gang        | Wen Yiduo    | Poeta, miembro de la LDC                                                                                       |
| Qiao Lisheng   | Guo Moruo    | Autor, poeta, historiador, arqueólogo; Presidente de la Academia de Ciencias de China                          |
| Deng Chao      | Xu Beihong   | Artista, más tarde Presidente de la Academia Central de Bellas Artes de China                                  |
| Li Bin         | He Xiangning | Artista, miembro de la LDC, posteriormente miembro del PCCh                                                    |
| Zhang Qiufang  | Li Dequan    | Esposa de Feng Yuxiang; miembro del Comité Revolucionario del KMT, más tarde Ministra de Salud de la RPC       |
| Liu Yiwei      | Li Huang     | Fundador del Partido de la Juventud de China                                                                   |

### Otras figuras históricas notables
| Actor          | Papel       | Descripción                        |
| -------------- | ----------- | ---------------------------------- |
| Feng Xiaogang  | Du Yuesheng | Jefe de la Banda Verde de Shanghái |
| John Woo       | Liu Wenhui  | Señor de la guerra de Sichuan      |
| Feng Yuanzheng | Philip Fugh | Asistente de John Leighton Stuart  |

### Personajes políticos extranjeros
| Actor               | Papel                | Descripción                                                                             |
| ------------------- | -------------------- | --------------------------------------------------------------------------------------- |
| Aleksandr Pavlov    | Iósif Stalin         | Líder de la Unión Soviética                                                             |
| Donald Eugene McCoy | George Marshall      | Líder militar de Estados Unidos, más tarde Secretario de Estado y Secretario de Defensa |
| Donald Freeman      | Patrick J. Hurley    | Embajador de Estados Unidos en China                                                    |
| Leslin H Collings   | John Leighton Stuart | Embajador de Estados Unidos en China, Presidente de la Universidad Yenching             |

### Personajes ficticios
| Actor             | Papel                                                    |
| ----------------- | -------------------------------------------------------- |
| Sun Honglei       | Hu Liwei, periodista del Central Daily News              |
| Fan Wei           | Guo Bencai, cocinero de Mao Zedong                       |
| Liu Ye            | Veterano del Ejército Rojo                               |
| Ge You            | Líder de la Cuarta División del Ejército Rojo            |
| Wang Baoqiang     | Soldados de la Cuarta División del Ejército Rojo         |
| Wang Xuebing      | Soldados de la Cuarta División del Ejército Rojo         |
| Huang Shengyi     | Periodista de Xinhua                                     |
| Jackie Chan       | Periodista que entrevista a Li Jishen                    |
| Chen Hong         | Periodista que entrevista a Zhang Lan                    |
| Li Youbin         | Jefe de agencia de noticias                              |
| Zhang Jianya      | Diputado de Chiang Kai-shek                              |
| Lian Jin          | Diputado de Zhou Zhirou                                  |
| Sun Xing          | Diputado de Yu Jishi                                     |
| Guo Xiaodong      | Oficial de NRA                                           |
| Liu Ye            | Oficiales de policía de KMT                              |
| Huang Zixuan      | Oficiales de policía de KMT                              |
| Guo Degang        | Cámara                                                   |
| Zhang Shen        | Traductor que acompaña a Liu Shaoqi a la Unión Soviética |
| Gong Beibi        | Mujeres militares del Ejército Rojo                      |
| He Lin            | Mujeres militares del Ejército Rojo                      |
| Yang Ruoxi        | Mujeres militares del Ejército Rojo                      |
| Che Yongli        | Mujeres militares del Ejército Rojo                      |
| Tony Leung Ka-fai | Miembros del CPPCC                                       |
| Feng Gong         | Miembros del CPPCC                                       |
| Zhao Wei          | Miembros del CPPCC                                       |
| Miao Pu           | Miembros del CPPCC                                       |
| Dong Xuan         | Miembros del CPPCC                                       |
| Chen Shu          | Miembros del CPPCC                                       |
| Ning Jing         | Miembros del CPPCC                                       |
| Shen Aojun        | Miembros del CPPCC                                       |
| Wang Yajie        | Miembros del CPPCC                                       |
| Zhao Baoyue       | Miembros del CPPCC                                       |
| Wang Fuli         | Miembros del CPPCC                                       |